# Gülgöze (Midyat)
Gülgöze (Aramees: ܝܘܪܕܐ, Iwardo) is een dorp ten oosten van de stad Midyat gelegen in de regio Tur Abdin. Het dorp speelde een significante rol tijdens de Aramese genocide, waarbij het zich als een van de weinige dorpen succesvol heeft kunnen verzetten tegen de aanvallen van Ottomaanse en Koerdische soldaten.

## Geschiedenis
De oorspronkelijke benaming van het dorp is Iwardo wat 'bron van de roos' betekent in het Aramees.
Tijdens de Eerste Wereldoorlog bestond het dorp uit 200 Aramese families behorend tot de Syrisch-Orthodoxe Kerk van Antiochië. Ten tijde van de Aramese genocide van 1915 was Iwardo een safe haven voor Aramese christenen. Veel mensen uit andere Aramese dorpen zoals Habasnos, Midyat, Bote, Keferze, en Kafro vluchtten naar het dorp. Toen Turkse en Koerdische soldaten naar het dorp dreigden te komen werd er een militie opgericht onder leiding van Masud Mirza en Gallo Shabo.
Het dorp heeft drie kerken die in gebruik zijn: Mart Shimuni, Mor Hadshabo en Yoldath Aloho.

## Bevolking
Er woonden in 2016 nog zo'n 12 Aramese families in het dorp, de rest is gevlucht naar landen als: Nederland, Australië, België, Amerika, Zweden, Duitsland, Libanon en Frankrijk.

## Economie
Er wordt in het dorp graan, fruit en wijn geproduceerd en ook wordt er veel in vee gehandeld.